# Archipel (korfbal)

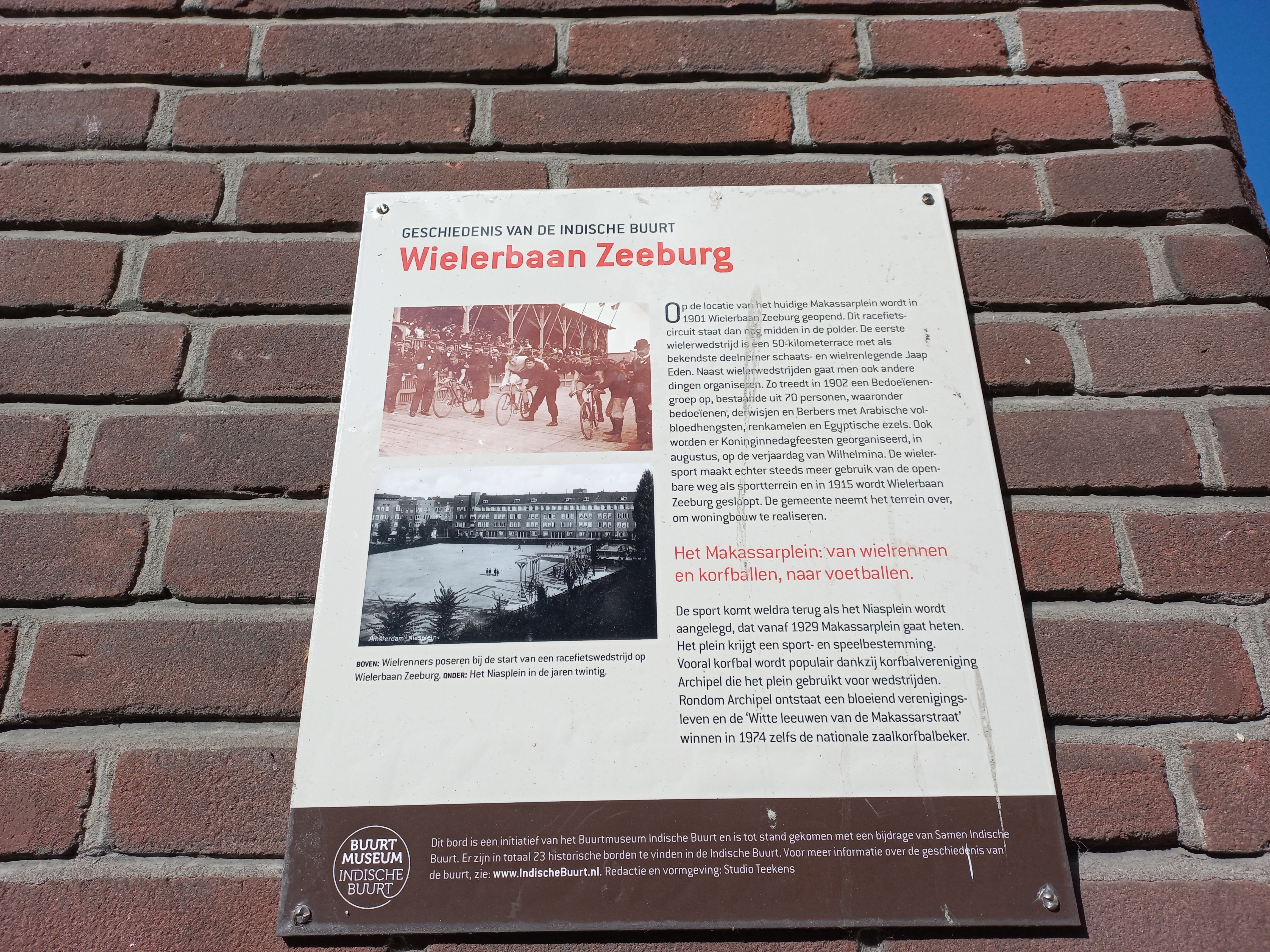
Plaquette Makassarplein herinnert aan Archipel (april 2024)

Archipel is een voormalige korfbalvereniging uit Amsterdam. De club werd 1 maal Nederlands kampioen en beleefde hun hoogtijdagen voornamelijk in de jaren '70. Spelers van Archipel werden ook wel witte leeuwen genoemd, vanwege het witte tenue.

## Geschiedenis
Archipel is in 1924 opgericht als onderafdeling van speeltuinvereniging Wittenburg. Slechts korte tijd speelde men onder de naam TDW (Training Doet Winnen). Maar de Amsterdamse Korfbalbond (AKB) wilde geen afkortingen meer. Daarom besloot men de naam te veranderen in Volharding. Het veldje van de speeltuinvereniging aan het eind van de Kleine Wittenburgerstraat werd te klein en de club verhuisde naar het Parkschouwburgterrein (waar tot op heden korfbalvereniging Swift nog steeds speelt). Nog voor de Tweede Wereldoorlog, eind 1937, kreeg het bestuur van de korfbalvereniging het aanbod voor een geheel nieuw terrein aan de Makassarstraat in de Indische buurt die in de jaren dertig tot ontwikkeling kwam. Men werd door het Amsterdams Speeltuin Verbond (A.S.V.) verplicht om een nieuwe speeltuinvereniging op te richten. De naam van de vereniging werd Archipel. Enerzijds omdat de (korfbal)vereniging z'n wortels op de oostelijke eilanden had en anderzijds omdat het terrein omgeven werd door straten van de Indische archipel. Archipel betekent tenslotte eilandengroep. De eerste voorzitter was Willem Penseel. Tegelijkertijd met de oprichting van de speeltuinvereniging werd de korfbalvereniging de belangrijkste onderafdeling met ook nog o.a. een bootjesclub en een dansclub. Het werd een echte speeltuin met een grote zandbak, een glijbaan, kleine en grote schommels, een draaimolen en een grote klimtoren met een gladde stalen paal om naar beden te glijden. Naast al die speeltuigen en de zandbak lag een groot grintveld waarop gekorfbald werd. 
De vereniging klom op tot de hoogste landelijke korfbalafdeling, de hoofdklasse. Men speelde de laatste jaren met dispensatie, want de bond verlangde afrastering langs het veld. Dit was alleen mogelijk aan de lange zijden, want aan de korte zijden lagen de lijnen in de goot tegen de hekken. Men korfbalde toen nog in drie vakken. In 1972 besloot men te verhuizen naar het nieuwe sportcomplex in Amsterdam-Noord, De Weeren. Daar werd een nieuw clubhuis en kleedruimtes gebouwd. Maar de verhuizing van een veld tussen de huizen naar een veld aan de rand van Amsterdam bleek het begin van de achteruitgang. Men zocht aansluiting bij een andere korfbalclub in Noord (TCNH), maar het kwam  niet tot een fusie. Uiteindelijk besloot men de club in 2002 op te heffen en veel overgebleven leden sloten zich aan bij korfbalvereniging OKV in Oostzaan.

### Niveau
In 1935 promoveerde de club voor het eerst in het bestaan naar de eerste klasse. Na een aantal seizoenen af en aan waarbij ook gedegradeerd.

### Jaren 70
In Seizoen 1970-1971 deed Archipel mee voor de prijzen. In de zaalcompetitie werd de ploeg 1e in de Hoofdklasse B door 26 punten uit 15 wedstrijden te verzamelen. Hierdoor werd Archipel poule-kampioen en plaatste het zich voor de landelijke finale. In deze finale was Westerkwartier de tegenstander, een andere Amsterdamse ploeg. In deze finale won Westerkwartier met 7-6, waardoor Archipel net naast de titel greep.

In het seizoen erna, seizoen 1971-1972 werd Archipel wederom poule-kampioen in de zaalcompetitie. In de finale kwam het Ons Eibernest tegen. Echter verliep de finale bijna hetzelfde als de finale van het jaar ervoor, want ook nu verloor Archipel met 1 punt verschil ; het werd namelijk 10-9 in het voordeel van Ons Eibernest.

In seizoen 1972-1973 was het wel raak. Voor het 3e jaar op rij werd Archipel in de zaal poule-kampioen en stond zodoende weer in de zaalfinale. Net als het seizoen ervoor was Ons Eibernest de tegenstander en dit maal had Archipel het geluk om met 1 punt verschil te winnen ; het werd namelijk 13-12. Archipel was hierdoor Nederlands kampioen zaalkorfbal.
In hetzelfde seizoen deed Archipel het ook erg goed in de veldcompetitie. Na de reguliere competitie stond Archipel op gedeeld 1e plaats, samen met Ons Eibernest. Om te bepalen welke ploeg veldkampioen zou worden, moest een beslissingsduel gespeeld worden. Deze eindstrijd nam plaats op 26 mei 1973 en werd gewonnen met 11-8 door Ons Eibernest. Zodoende was het Archipel niet gelukt om de "dubbel" te pakken (waarbij 1 club zowel zaal- als veldkampioen wordt).

Vanaf 1975 zakte Archipel verder terug in de ranglijsten en moest het in 1977 en 1978 zelfs uitkijken voor degradatie uit de Hoofdklasse.

### Jaren 80
In seizoen 1980-1981 degradeerde Archipel in de veldcompetitie uit de Hoofdklasse. Ze hadden dat seizoen slechts 11 punten uit 18 wedstrijden behaald en degradeerden samen met Dalto terug naar de Eerste Klasse.

Na 1 jaar afwezigheid op het veld in de Hoofdklasse keerde het weer terug. Archipel promoveerde namelijk in 1982 op het veld weer terug op het hoogste niveau.

In seizoen 1982-1983 deed de ploeg goede zaken in de zaalcompetitie. Archipel verzamelde 20 punten en miste op 1 punt na de zaalfinale.

Seizoen 1984-1985 was een dramatisch seizoen voor de club. Zowel op het veld als in de zaalcompetitie degradeerde het uit de Hoofdklasse.
Dit seizoen zou het laatste seizoen voor de club op het hoogste niveau worden, want na 1985 promoveerde de club niet meer terug op de hoogste niveau.

## Einde van de club
In 2002 kwam er een einde aan de club. De club verdween uit Amsterdam Noord en kon aansluiting vinden bij korfbalclub OKV uit Oostzaan, maar deze club behield zijn eigen naam.
Hierdoor stopte de naam Archipel.

## Erelijst
- Nederlands kampioen zaalkorfbal, 1x (1973)